# Gmina Nørre-Rangstrup
Gmina Nørre-Rangstrup (duń. Nørre-Rangstrup Kommune) była w latach 1970–2006 (włącznie) jedną z gmin w Danii w okręgu południowej Jutlandii (Sønderjyllands Amt). 
Siedzibą władz gminy było miasto Toftlund. 
Gmina Nørre-Rangstrup została utworzona 1 kwietnia 1970 na mocy reformy podziału administracyjnego Danii. Po kolejnej reformie w 2007 r. weszła w skład gminy Tønder i częściowo w skład gminy Haderslev.

## Dane liczbowe
- Liczba ludności: (♀ 4901 + ♂ 4601) = 9502
  - wiek 0-6: 8,7%
  - wiek 7-16: 15,0%
  - wiek 17-66: 62,8%
  - wiek 67+: 13,5%
- zagęszczenie ludności: 31,6 osób/km²
- bezrobocie: 4,4% osób w wieku 17-66 lat
- cudzoziemcy z UE, Skandynawii i USA: 182 na 10 000 osób
- cudzoziemcy z krajów Trzeciego Świata: 154 na 10 000 osób
- liczba szkół podstawowych: 5 (liczba klas: 58)